# Methodus Plantarum genuina
Methodus Plantarum genuina   es un libro con ilustraciones y descripciones botánicas que fue escrito por el médico, botánico y bibliotecario alemán Christian Knaut y publicado en el año 1716 con el nombre de Methodus plantarum genuina, qua notae characteristicae seu differentiae genericae tam summae, quam subalternae ordine digeruntur et per tabulas, quas vocant, synopticas perspicue delineantur; in gratiam studiosae juventutis adornata atque edita a Christiano Knaut ..... 
En el mismo se proporciona un sistema de clasificación de las plantas con flores sobre la base del número y disposición de los pétalos. 